# Сазонов, Георгий Петрович
Гео́ргий Петро́вич Сазо́нов (1852 [устар.: ок. 1857 ] — после 1934) — российский статистик и публицист, коллежский секретарь.

## Биография
Окончил юридический факультет Императорского Санкт-Петербургского университета.
По совету Александра Кошелёва и на его средства занялся изучением условий жизни русского народа.
Изъездив Россию в разных направлениях, он изложил результаты своих наблюдений в целом ряде статей, появившихся в «Русской мысли» и «Земстве».
В 1889 году по поручению Вольного экономического общества изучал в Порховском уезде Псковской губернии вопрос о досрочном выкупе земли местными крестьянами на капитал в 1 миллион рублей.
В 1899—1902 гг. был главным редактором газеты «Россия».
В 1910-е гг. входил в близкое окружение Григория Распутина.
Последние годы сильно болел.

## Труды
Служа в хозяйственном департаменте министерства внутренних дел, составил свод постановлений земства по продовольственному вопросу.
Другие труды Сазонова:
- «Неотчуждаемость крестьянских земель в связи с государственно-экономической программой» (1889)[1];
- «Крестьянская земельная собственность в Порховском уезде»;
- «Вопросы хлебной торговли и промышленности, разработанные земскими учреждениями»;
- «Быть или не быть общине» : (доклад члена Г. П. Сазонова 3-му отделению Императорскаго Вольно-экономическаго общества 22-го ноября 1893 года). — Санкт-Петербург, 1894. — [81] с.[1]
- Ростовщичество — кулачество. Наблюдения и исследования — Санкт-Петербург, 1894. — VI, 221 с.
- «Обзор деятельности земств по сельскому хозяйству» (с 1865 по 1893 годы).

## Семья
- Отец: Пётр Сазонов — купец.
- Жена: Мария Александровна (род. ок. 1874)[3]
- Дочь: Мария (род. ок. 1897)[3]